# Vilmundur Gylfason
Vilmundur Gylfason (* 7. August 1948; † 19. Juni 1983 in Reykjavík) war ein isländischer Politiker (Sozialdemokratische Partei, später Bandalag jafnaðarmanna), Historiker und Dichter. Von Oktober 1979 bis Februar 1980 war er Minister für Justiz, Religion und Bildung.

## Familie
Vilmundurs Vater war der Politiker Gylfi Þ. Gíslason. Seine Mutter Guðrún Vilmundardóttir arbeitete manchmal als Journalistin. Er hatte zwei Brüder, den Philosophen Þorsteinn Gylfason und den Wirtschaftsmanager Þorvaldur Gylfason. Vilmundur war mit Valgerður Bjarnadóttir, einer Tochter des ehemaligen Premierministers von Island Bjarni Benediktsson, verheiratet.

## Leben und Werk
Vilmundur besuchte das Gymnasium Menntaskólinn í Reykjavík ab 1964. Dort war er unter anderem Redakteur bei der Schülerzeitung und legte 1968 seinen Abschluss mit einem Schwerpunkt auf Sprachen ab. Danach studierte er an der University of Manchester in England und schloss dort 1971 mit einem BA in Literatur und Geschichte ab. 1973 erreichte er in denselben Fächern einen MA an der University of Exeter.
Nach seiner Rückkehr nach Island erhielt er 1973 eine Stelle als Lehrer für Geschichte an seiner alten Schule, dem Menntaskólinn í Reykjavík, und schrieb Artikel für isländische Zeitungen. Er unterrichtete bis zu seinem Tod am Gymnasium.
Er war ein Freund des Jón Ormur Halldórsson, einem isländischen Politiker und Politikwissenschaftler.
Vilmundur war aktiv bei der Einrichtung von Radioprogrammen für Kunst und Kultur, war Mitgründer der Zeitung Helgarpósturinn und der Nýtt land. Ebenso veröffentlichte er zwei Gedichtsbände, Myndir og ljóðbrot im Jahr 1970 und zehn Jahre später Ljóð.
Am 19. Juni 1983 beging Vilmundur Suizid, indem er sich in betrunkenem Zustand im Parlament erhängte.

## Politik
Vilmundurs politische Meinung war stark von seinem Aufenthalt in England geprägt und links ausgerichtet.
Bei den isländischen Parlamentswahlen 1971 kandidierte er für die Alþýðuflokkurinn (Sozialdemokratische Partei) als Vertreter für das Gebiet der Vestfirðir. Innerhalb der Partei war er aktiver Teilnehmer an ihren Tätigkeiten, so war er unter anderem ein Jahr lang Redakteur bei der parteiinternen Zeitung Alþýðublaðið. Bei den Wahlen 1978 kandidierte Vilmundur im Wahlkreis von Reykjavík. Von Oktober 1979 bis Februar 1980 war er Minister für Justiz, Religion und Bildung unter Premierminister Benedikt Sigurðsson Gröndal und dessen Minderheitsregierung.
1982 verließ Vilmundur die sozialdemokratische Partei und gründete 1983 seine eigene Partei, die Bandalag jafnaðarmanna („Sozialdemokratische Union“). Bei den im selben Jahr stattfindenden Parlamentswahlen gewann er für seine Partei vier Mandate.